# Venice Challenger 1996
Il Venice Challenger 1996 è stato un torneo di tennis facente parte della categoria ATP Challenger Series nell'ambito dell'ATP Challenger Series 1996. Il torneo si è giocato a Venezia in Italia dal 1° al 7 luglio 1996 su campi in terra rossa.

## Vincitori

### Singolare
Alberto Berasategui ha battuto in finale  Javier Sánchez con il punteggio di 6–2, 6–2

### Doppio
Federico Mordegan /  Vincenzo Santopadre hanno battuto in finale  Cristian Brandi /  Filippo Messori con il punteggio di 6–4, 6–3